# Hans Wesemann
Hans Walter Wesemann (ur. 1895, zm. 1971) – dziennikarz, a w latach 30. i 40. tajny funkcjonariusz Gestapo. Urodzony w Nienburgu, jako syn Fritza Wesemanna. W trakcie I wojny światowej służył na froncie wschodnim.
W 1935 roku jako tajny agent Gestapo, Wesemann pod pozorem podróży do kraju Saary uprowadził ze Szwajcarii na terytorium Rzeszy Niemieckiej, dziennikarza Bertholda Jacoba. Jacob został aresztowany przez Gestapo za działalność antynazistowską. Został zesłany do obozu koncentracyjnego skąd wyszedł po dwóch latach. Wesemann po powrocie do Szwajcarii został aresztowany za porwanie Jacoba i skazany na karę trzech lat więzienia.
W 1941 miał porwać Waltera Kriwickiego, byłego agenta GRU i NKWD i uprowadzić go ze Stanów Zjednoczonych do Niemiec.